# 925 هـ
925 هـ هي سنة في التقويم الهجري امتدت مقابلةً في التقويم الميلادي بين سنتي 1519 و1520.

## وفيات
- بابا فغاني
- اميدي الطهراني